# 15860 Сірань
15860 Сірань (15860 Siráň) — астероїд головного поясу, відкритий 20 квітня 1996 року.
Тіссеранів параметр щодо Юпітера — 3,523.
Названий на честь словацького геофізика Густава Сіраня.